# Безодня Челленджера

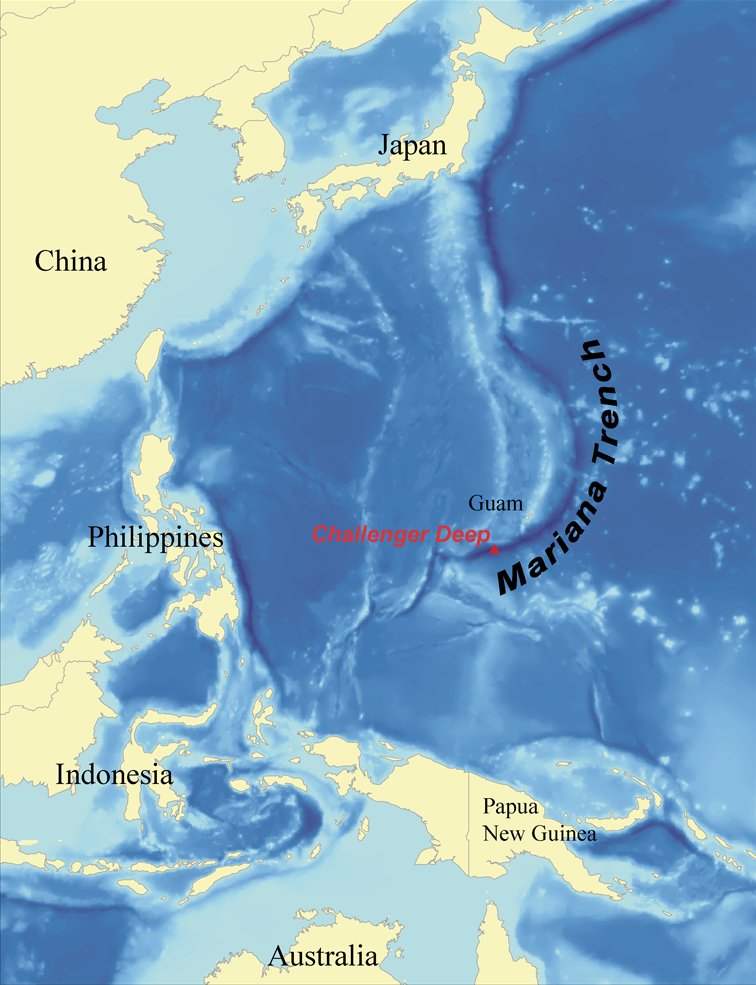
Безодня Челленджера знаходиться в західній частині Тихого Океану

Безодня Челленджера (англ. Challenger Deep) — найглибша точка Маріанської западини в Тихому океані. Її глибина становить 10 994 м нижче рівня моря (дані 1995 року).
В найглибшій точці світового океану були, серед інших, Дон Волш і Жак Пікар, які занурились 23 січня 1960 року на батискафі «Трієст», кінорежисер Джеймс Кемерон — 26 березня 2012 у спеціально розробленому батискафі Deepsea Challenger, та Віктор Весково — 28 квітня і 1 травня в глибоководному апараті DSV Limiting Factor, і разом із Кетрін Салліван — 7 червня 2020 року (EYOS Expeditions).
8 травня 2020 року росіяни досліджували Безодню Челленджера автономним безпілотним апаратом «Вітязь-Д». Вони доставили на морське дно вимпел до 75-ліття Перемоги.

## Рекорди
Віктор Весково — перша людина, яка досягла Безодні Челленджера на дні Маріанської западини двічі та тричі, та перша людина, яка досягла (2018-2019) п'яти найглибших місць Світового океану.
Кетрін Салліван — перша людина, яка побувала в космосі та в найглибшому місці океану на Землі. Вона — перша американка, яка вийшла у відкритий космос у 1984 році.